# Franz von Papen
Franz von Papen (Werl, 1879. október 29. – Obersasbach, 1969. május 2.) német katonatiszt, politikus, 1932-ben rövid ideig kancellár. Paul von Hindenburg köztársasági elnök legbelsőbb köréhez tartozott. Papennek nagy szerepe volt abban, hogy az akkor még kezelhetőnek hitt Nemzetiszocialista Német Munkáspártot (NSDAP) beemelték a kormányba. Papen a Hitler-kormányban alkancellár lett, de ő és konzervatív köre hónapok alatt marginalizálódott.

## Pályafutása
Hivatásos katonatisztként szolgált Berlinben, Düsseldorfban és Hannoverben. 1914-től katonai attasé volt Washingtonban és Mexikóban, 1915 végén azonban el kellett hagynia az Amerikai Egyesült Államokat kémkedés és szabotázs miatt. 1917 nyaráig a nyugati fronton harcolt zászlóaljparancsnokként, utána a Mezopotámiában harcoló Erich von Falkenhayn hadseregcsoport műveleti vezetője volt, végül a Palesztinában a 4. török hadsereg tábornoka. 1918 végén tért vissza, 1919. márciusban leszerelt, és egy vesztfáliai bérelt birtokon gazdálkodott. A gazdálkodó nemesek érdekeinek képviseletében a Német Centrumpárt színeiben a porosz országgyűlés képviselőjévé választották. Képviselősége során (1921-28, 1930-32) számos politikai és társadalmi kapcsolatot épített ki, elsősorban Paul von Hindenburg elnökkel, illetve a hadsereg vezetőségéből Kurt von Schleicherrel. 1929-től a Saar-vidéken gazdálkodott a felesége birtokán.
1932. június 1-jén birodalmi kancellárrá nevezték ki. Hivatalát a Centrumpárt akarata ellenére foglalta el; ezt követően ki is lépett a pártból. A Reichstag feloszlatása június 4-én, az SA betiltásának feloldása június 16-án és az Otto Braun-kormány leváltása június 20-án kiélezték a belpolitikai válságot. A július 31-i új országgyűlési választáson az NSDAP és KPD került többségbe. Az országgyűlés újbóli feloszlatása (szeptember 12.) és újraválasztása (november 6.), illetve az NSDAP kormányra kerülése nem a köznyugalom irányába hatott. Papen november 17-én lemondott, de az ügyeket tovább vitte utódja, Schleicher hivatalba lépéséig. Mivel azonban Papen továbbra is bírta Hindenburg bizalmát, megpróbálta utódját az NSDAP segítségével eltávolítani a hatalomból.
A Hitler-kormány alkancellárjaként (1933. január 30. - április 4.) nem gyakorolt lényeges hatást, és elvesztette befolyását. 1934-től bécsi német ügyvivő, majd 1938 márciusáig nagykövet. 1939 és 1944 augusztusa között törökországi nagykövet. A nürnbergi per során felmentették, szabadlábra helyezték. A három nyugati zóna német hatóságai azonban esküdtszéki eljárás során nyolcévi kényszermunkára itélték. 1949-ben szabadlábra helyezték. 1952-ben adta ki emlékiratait Der Wahrheit eine Gasse (Az igazságnak útja) címmel, amely élénk vitát váltott ki. Szintén ellenkezést szült, hogy 1959-ben XXIII. János pápa megújította pápai kamarási tisztségét. 1963-tól kezdve Obersasbachban élt és rehabilitálását igyekezett elérni.